# Бобров Леонід Миколайович
Леонід Миколайович Бобров — Герой Радянського Союзу (1945), командир ескадрильї 134-го гвардійського бомбардувального авіаційного полку 6-ї гвардійської бомбардувальної авіаційної дивізії 1-ї повітряної армії 3-го Білоруського фронту, гвардії майор.

## Біографія
Народився 20 січня 1920 в селі Райське, нині селище міського типу Дружківської міськради Донецької області України, в родині селянина. Українець.
Закінчив середню школу, школу ФЗУ в місті Дружківка.
Член ВКП (б) / КПРС з 1944 а. Здійснив 216 бойових вильотів. Воював у Рівне, Дубно, Броди, Київ е, Сталінграді, Донбасі. Брав участь у визволенні Литви і Східної Пруссії.
Після закінчення війни відважний Л. Н. Бобров продовжив службу у ВПС СРСР. В 1949 у закінчив Вищі офіцерські льотно-тактичні курси. С 1960 а полковник Бобров — в запасі.
З 1959 а жив у місті Мелітополі Запорізької області (Українська РСР), С 1962 працював у штабі цивільної оборони міста.
Помер 15 вересня 1998, похований у Мелітополі.

## Нагороди
- Указом Президії Верховної Ради СРСР від 19 квітня 1945 року за зразкове виконання бойових завдань командування на фронті боротьби з німецько-фашистським загарбниками і проявлені при цьому мужність і героїзм, гвардії майору Леоніду Миколайовичу Боброву присвоєно звання Героя Радянського Союзу з врученням ордена Леніна і медалі «Золота Зірка» (№   6131).
- Нагороджений орденом Леніна, трьома орденами Червоного Прапора, орденом Олександра Невського, орденом Вітчизняної війни 1-го ступеня, медалями.

## Пам'ять

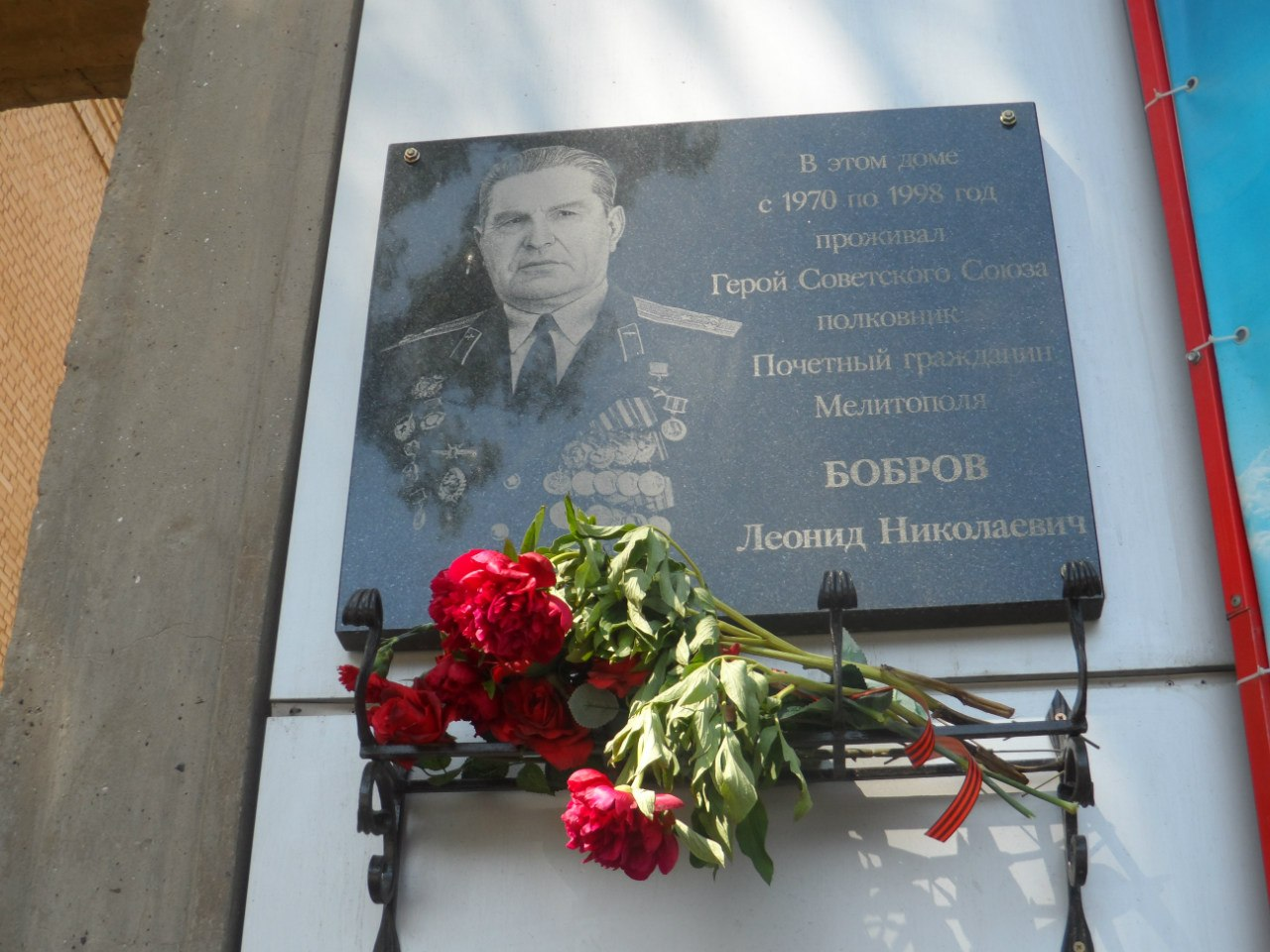

- Його ім'я увічнене в меморіалі, встановленому в одній з військових частин. Одна з вулиць м Мелітополя названа на честь Героя Радянського Союзу Боброва Л. Н. (вул. Боброва). Щорічно, в ДЮСШ № 3 м Мелітополя, проводиться міжнародний турнір-меморіал з гандболу, серед юнацьких команд, на кубок Героя Радянського Союзу Л. Н. Боброва. Почесний громадянин Мелітополя (1993). 22 жовтня 2013 в честь Боброва Л. Н. на будинку за адресою пр-т Богдана Хмельницького, 30, де він проживав з 1970 по 1998 рік, було встановлено меморіальну дошку.